# Davíð Stefánsson
Davíð Stefánsson, född 21 januari 1895 på gården Fagriskógur, död 1 mars 1964 i Akureyri, var en isländsk författare och dramatiker.

## Biografi
Stefánsson studerade 1919-20 vid Islands universitet och arbetade därefter som bibliotekarie i Akureyri. 
Stefánsson debuterade 1919 med diktsamlingen Svartar fjaðrir. Hans lyrik gick i Frödings och Drachmanns anda: Kvæði (1922), Ný Kvæði (1929). Han skrev även dramatik och romanen Sólon Islandus (1-2, 1940).

## Skådespel (översatt till svenska)
- Den gyllene porten 1960